# یواس‌سی و جی‌اس‌اس ریسرچ (۱۹۰۱)
یواس‌سی و جی‌اس‌اس ریسرچ (۱۹۰۱) (به انگلیسی: USC&GSS Research (1901)) یک کشتی بود. این کشتی در سال ۱۹۰۱ ساخته شد.